# Gluema korupensis
Gluema korupensis là một loài thực vật có hoa trong họ Hồng xiêm. Loài này được Burgt mô tả khoa học đầu tiên năm 2006.